# Gouvernement de la république de Croatie
Le Gouvernement de la république de Croatie (en croate: Vlada) est dirigé par le Premier ministre (croate: predsjednik Vlade). Le premier ministre est nommé par le président de la République parmi les candidats qui bénéficient d'un soutien majoritaire au sein du Parlement croate ; le candidat est ensuite choisi par le Parlement. Le gouvernement compte 20 autres membres, qui exercent les fonctions de vice-premier ministre, de ministre du gouvernement ou les deux ; ils sont choisis par le premier ministre et confirmés par le Parlement (Sabor). Le gouvernement de la république de Croatie exerce ses pouvoirs exécutifs conformément à la Constitution croate et à la législation adoptée par le Parlement croate. Le gouvernement actuel est dirigé par le Premier ministre Andrej Plenković. Le pouvoir exécutif a la charge de proposer des lois et un budget, de veiller à l'application des lois et de guider la politique intérieure et étrangère de la république.

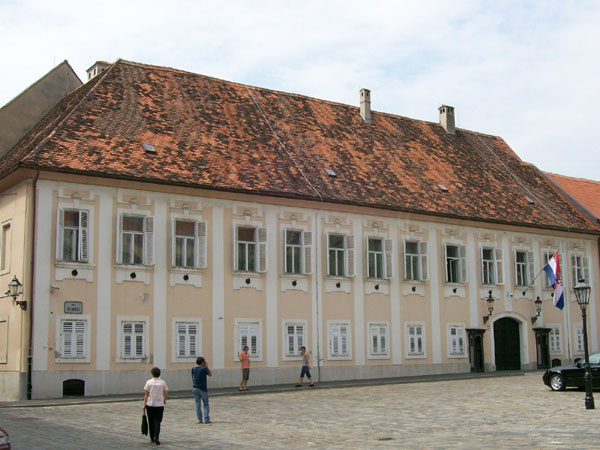
Banski dvori, sur la place St Marc, à Zagreb, où siège le gouvernement de la république de Croatie

À la suite de compromis croato-hongrois de 1868, le royaume de Croatie-Slavonie et le gouvernement du pays, ou officiellement le gouvernement royal croato-slavono-dalmate du pays (croate : Zemaljska vlada ou Kraljevska hrvatsko-slavonsko-dalamtinska zemaljska vlada) - dirigé par un ban nommé par la couronne - ont été établis. Ce gouvernement a existé jusqu'à l'éclatement de l'Autriche-Hongrie et la création du royaume des Serbes, Croates et Slovènes en 1918. En 1939, la Banovine de Croatie est créée et un chef de la Banovine de Croatie (Ban) est nommé par la couronne, mais aucun gouvernement effectif n'est formé avant la Seconde Guerre mondiale. En 1943, le ZAVNOH (en) met en place un conseil exécutif pour faire office de nouveau gouvernement. La Croatie communiste, tout en faisant partie de la Yougoslavie communiste, disposait d'un gouvernement séparé (de 1953 à 1990, connu sous le nom de Conseil exécutif, nommé par le Sabor) aux pouvoirs limités (à l'exception de la défense et des relations extérieures ; cette situation est similaire à toutes les formes de gouvernement précédentes). À la suite des premières élections multipartites et de l'adoption de la Constitution actuelle de la Croatie en 1990, la forme gouvernementale actuelle est adoptée et Stjepan Mesić devient la première personne à diriger un gouvernement non communiste (sous le gouvernement de la Yougoslavie), tandis que Josip Manolić est le premier Premier ministre d'une Croatie indépendante. Depuis la fin du régime communiste, la république de Croatie a connu quatorze gouvernements dirigés par douze premiers ministres différents. Neuf gouvernements ont été formés par l'Union démocratique croate, trois par le Parti social-démocrate de Croatie, un par un premier ministre non partisan et un était un gouvernement d'unité nationale (formé au plus fort de la guerre d'indépendance croate).

## Terminologie
Le terme « gouvernement » en Croatie (Vlada) désigne principalement le pouvoir exécutif, tel qu'il est utilisé par le gouvernement lui-même, la presse et familièrement, en tant que branche du gouvernement (vlast) responsable de la gouvernance quotidienne de la nation (uprava) ; c'est en ce sens que l'on dit qu'un parti politique forme le gouvernement,,.

## Structure et pouvoirs
Le gouvernement, principal pouvoir exécutif de l'État croate, est dirigé par le Premier ministre de Croatie. Le Premier ministre a actuellement quatre députés (élus par le Parlement croate), qui sont également ministres du gouvernement ; il y a 16 autres ministres, qui sont nommés par le Premier ministre avec l'approbation du Sabor (par un vote à la majorité absolue). Les ministres du gouvernement sont chacun chargés d'un secteur d'activité particulier, comme les Affaires étrangères. Le premier ministre et tous ses adjoints forment un cabinet restreint, chargé de coordonner et de superviser le travail des ministres du gouvernement au nom du premier ministre ; le cabinet restreint prépare également les documents pour les réunions du cabinet complet (composé du cabinet restreint et des 16 ministres restants). Le premier vice-premier ministre assume également les fonctions du premier ministre lorsque celui-ci est empêché ou absent. Les secrétaires d'État (croate : državni tajnici) sont les plus hauts fonctionnaires en dessous de chaque ministre. Les ministères comptent un ou plusieurs secrétaires d'État. Chaque secrétaire d'État est nommé par le gouvernement pour la durée du mandat du ministre et est responsable devant ce dernier. Ils agissent en tant que vice-ministres et n'assistent qu'exceptionnellement aux réunions. Les secrétaires d'État sont également à la tête des bureaux centraux de l'État (voir ci-dessous).
Le pouvoir exécutif est chargé de proposer une législation et un budget, d'exécuter les lois et d'orienter la politique étrangère et intérieure de la république. La résidence officielle du gouvernement se trouve au Banski dvori à Zagreb Bien que le cabinet se réunisse normalement au Banski dvori, il arrive que ses réunions se tiennent ailleurs dans le pays.
Le gouvernement de la république de Croatie exerce ses pouvoirs exécutifs conformément à la Constitution croate et à la législation adoptée par le Parlement croate, le Sabor (croate : Hrvatski sabor). Sa structure, ses procédures opérationnelles et ses processus décisionnels sont définis par la loi sur le gouvernement de la république de Croatie (2011 avec les amendements de 2014 et 2016) et le règlement intérieur du gouvernement (2015 avec des amendements). La Constitution prévoit que le gouvernement propose des lois et d'autres documents au Parlement, propose le budget et présente des rapports financiers, met en œuvre les lois et autres décisions du Parlement, adopte les règlements nécessaires à la mise en œuvre des lois, définit les relations extérieures et les politiques internes, dirige et supervise le fonctionnement de l'administration de l'État, promeut le développement économique du pays, dirige les activités et le développement des services publics et exerce d'autres activités conformément aux dispositions de la Constitution et de la législation en vigueur. Le gouvernement adopte également des règlements et des actes administratifs et ordonne les nominations et les révocations de fonctionnaires et d'agents publics dans le cadre de ses compétences. Il rend des décisions en cas de conflits de compétence entre les institutions gouvernementales, répond aux questions posées par les représentants de la majorité parlementaire et de l'opposition, prépare des propositions de nouvelles législations et autres réglementations, donne des avis sur les législations et autres réglementations et adopte des stratégies pour le développement économique et social du pays,.

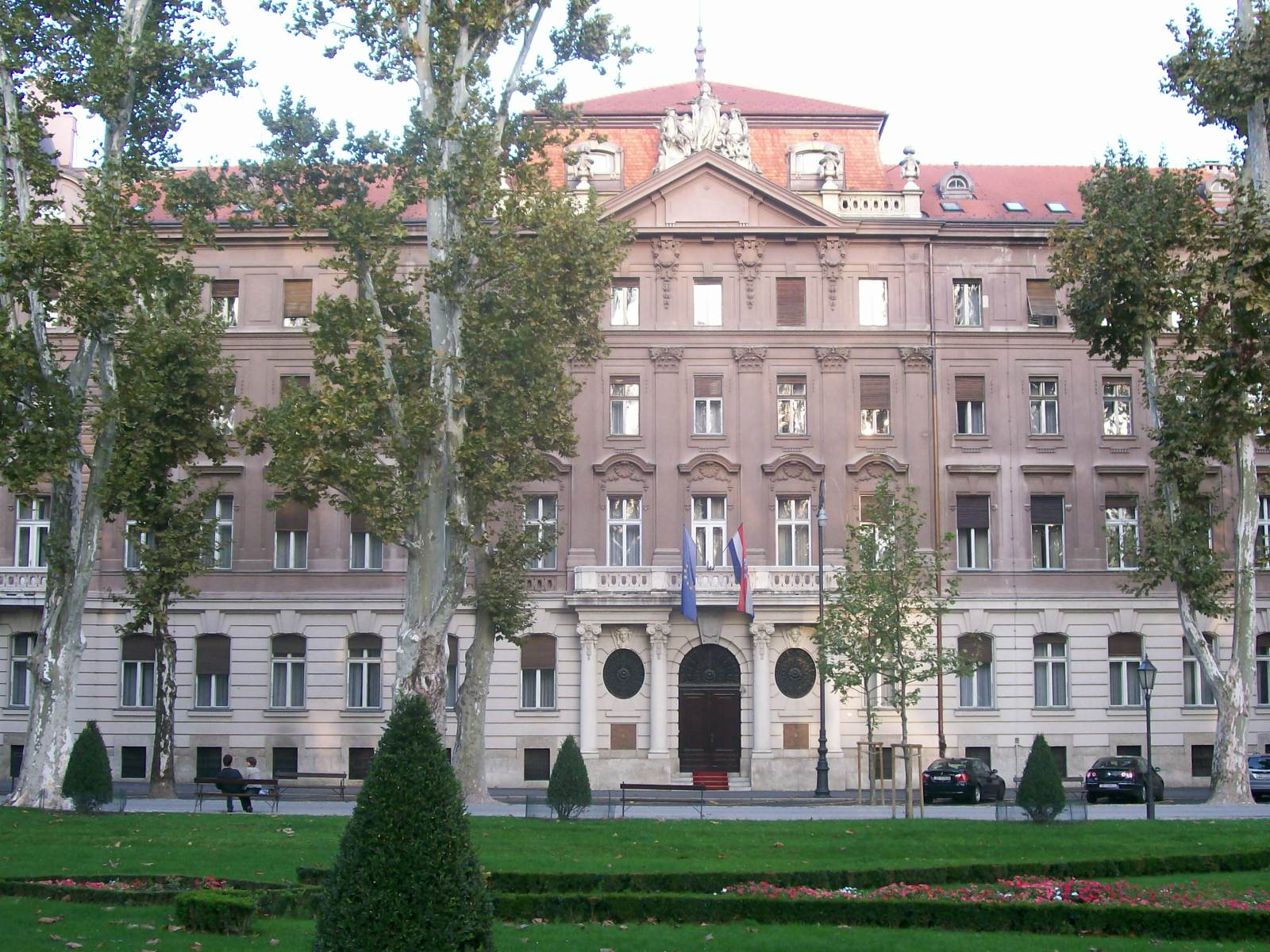
Bâtiment du Ministère des Affaires étrangères

Le gouvernement gère les propriétés de l'État de la république de Croatie, à moins qu'une législation spéciale n'en dispose autrement. Il peut nommer des comités spéciaux chargés de gérer les biens en son nom ; ce processus est mis en œuvre par l'intermédiaire des membres nommés des conseils de surveillance et des conseils d'administration des entreprises partiellement ou entièrement détenues par la république de Croatie. Le gouvernement fixe également les salaires des personnes nommées. Il dispose d'organes, d'agences et de bureaux spécialisés - notamment le Bureau de la législation, le Bureau des droits de l'homme et des droits des minorités nationales et le Service des relations publiques - qui sont requis par la loi gouvernementale de 2011, ainsi que de commissions chargées de statuer sur les questions administratives. Les différentes branches du gouvernement peuvent mettre en place des services communs. Il existe d'autres entités créées par le gouvernement en tant que sociétés conçues pour soutenir les objectifs du gouvernement, comme la Banque croate pour la reconstruction et le développement (en) qui s'efforce de financer la reconstruction et le développement de l'économie de la Croatie.
Les gouvernements locaux (ville/municipalité) et régionaux (comitat) sont distincts du gouvernement central ; ce dernier maintient un bureau de l'administration de l'État dans chaque comitat, sous l'égide du ministère de l'Administration publique.
Ce gouvernement est responsable devant le Parlement croate, qui peut le révoquer totalement ou en partie par un vote à la majorité absolue (majorité de tous les députés) à la suite d'une demande de vote de confiance formulée par un cinquième des membres du Parlement ou par le Premier ministre. Le Premier ministre et les autres membres sont conjointement responsables des décisions prises par leur gouvernement et individuellement responsables de leurs portefeuilles respectifs (domaines de responsabilité). Le président de la République nomme le Premier ministre, qui doit ensuite obtenir un vote de confiance du Parlement croate (majorité de tous les députés) ; la nomination est donc contresignée par le président du Parlement pour le signifier. Le Premier ministre nomme les membres approuvés par le Parlement croate (la contre-signature du président du Parlement en est la preuve). Les règles de procédure et les règlements adoptés par le gouvernement doivent être publiés dans le Narodne novine— le journal officiel de Croate - pour être contraignants,.

### Bureaux et agences
| Bureaux du gouvernement croate                                                                     | Bureaux du gouvernement croate |
| Nom                                                                                                | Responsabilités |
| -------------------------------------------------------------------------------------------------- | --- |
| Cabinet du président du gouvernement                                                               | Services de conseil, d'analyse et d'administration pour le président du gouvernement (Premier ministre) |
| Bureau de la législation                                                                           | Émet des avis sur la conformité de la législation proposée avec la Constitution |
| Bureau du Protocole                                                                                | Tâches organisationnelles et techniques requises par le gouvernement ou le président de la Croatie en ce qui concerne la préparation des visites officielles des représentants du gouvernement croate à l'étranger et des représentants étrangers en Croatie ; planification et contrôle des dépenses liées à ces visites et autres tâches connexes |
| Bureau de l'administration générale du Parlement et du gouvernement croates                        | Tâches administratives, analytiques, financières et autres requises par le Parlement ou le gouvernement |
| Bureau pour les droits de l'homme et les minorités nationales                                      | Élabore, met en œuvre et contrôle les systèmes de protection et de promotion des droits de l'homme. Met en œuvre des politiques pour les droits des minorités au niveau national. |
| Bureau de coopération avec les ONG                                                                 | Coopère avec les organisations non gouvernementales (ONG) |
| Bureau du Comité pour les relations avec les communautés religieuses                               | Effectue des tâches d'expertise, des tâches administratives et d'autres tâches liées aux relations avec les communautés religieuses. |
| Bureau pour l'égalité des sexes                                                                    | Tâches administratives visant à promouvoir l'égalité entre les femmes et les hommes |
| Bureau de lutte contre les mines                                                                   | Fournit des analyses et des conseils d'experts pour le déminage |
| Bureau du représentant de la république de Croatie devant la Cour européenne des droits de l'homme | Gère les activités du représentant croate (agent) devant la CEDH. |
| Bureau de l'audit interne                                                                          | Services d'audit interne pour les organes et organismes publics (et autres entités financées par le budget) |
| Direction de l'utilisation des avions officiels                                                    | Service organisé en tant qu'exploitant d'aéronefs appartenant à la république de Croatie pour le transport aérien indépendant occasionnel pour les besoins des autorités de l'État dans le cadre du transport aérien civil national et international                                                                                                |
| Service des relations publiques                                                                    | Informe le public sur les activités du gouvernement |

| Bureaux administratifs de l'État central                            | Bureaux administratifs de l'État central |
| Nom                                                                 | Responsabilités |
| ------------------------------------------------------------------- | --- |
| Bureau central d'État pour les marchés publics                      | Achats pour l'administration centrale |
| Bureau central d'État pour les Croates de l'étranger                | Coordination et suivi des activités entre les autorités compétentes pour la coopération entre la république de Croatie et les Croates en dehors de la république de Croatie |
| Bureau central des sports                                           | Exécute des tâches administratives et d'expertise dans le domaine du développement et de la promotion du sport et de son rôle dans la société |
| Office central d'État pour la reconstruction et le logement         | Planification, préparation, organisation et supervision du logement et de la reconstruction pour les réfugiés, les personnes déplacées et les rapatriés, les anciens détenteurs de droits de location et les autres bénéficiaires de programmes de logement conformément à une réglementation spéciale                                                                      |
| Bureau central d'État pour le développement de la société numérique | Coordonne le développement et la mise en œuvre des technologies de l'information et de la communication dans les services numériques publics. Exécute les tâches techniques liées à l'établissement et à la maintenance d'un catalogue central numérique des documents officiels de la république de Croatie, à la publication des données sur le portail central de l'État |

| Organes administratifs de l'État,                     | Organes administratifs de l'État,                                                                            |
| Nom                                                   | Responsabilités                                                                                              |
| ----------------------------------------------------- | --- |
| Bureau croate des statistiques (en)                   | Enquêtes, analyses statistiques et publication des données et analyses d'enquêtes                            |
| Bureau d'État pour la sûreté radioactive et nucléaire | Radioprotection, y compris la sûreté nucléaire                                                               |
| Bureau d'État pour la métrologie                      | Services administratifs de métrologie, essais et supervision                                                 |
| Bureau national de la propriété intellectuelle        | Protège les droits de propriété intellectuelle                                                               |
| Service météorologique et hydrologique croate (en)    | Services météorologiques et hydrologiques                                                                    |
| Direction de la protection nationale et des secours   | Recherche et sauvetage et autres interventions d'urgence                                                     |
| Direction géodésique de l'État                        | Services de levés géodésiques, de cartographie (établissement de cartes), de cadastre et de photogrammétrie. |

| Organismes du secteur public,                                               | Organismes du secteur public, |
| Nom                                                                         | Responsabilités |
| --------------------------------------------------------------------------- | --- |
| Agence croate pour l'environnement et la nature (HAOP)                      | Conservation de la nature. Collecte, intègre et traite les données environnementales ; promeut le développement durable |
| Société centrale de dépôt et de compensation                                | Gère le dépôt central de titres, le système de compensation et le règlement des transactions - coordonne les exécutions programmées des transactions entre les banques et tient le registre de la propriété des actions de la société       |
| Agence centrale des finances et des contrats                                | Achats effectués à l'aide de fonds provenant de programmes financés par l'UE : Budgétisation, appels d'offres, contrats, paiements, comptabilité et rapports financiers                                                                     |
| Registre central des personnes assurées (REGOS)                             | Suivi des individus et de leurs fonds de pension. |
| Fonds croate d'assurance maladie (en)                                       | Assurance maladie |
| Institut croate de Santé publique                                           | Promotion et éducation en matière de santé publique, prévention des maladies, microbiologie, santé environnementale, soins en matière de santé mentale et prévention de la toxicomanie                                                      |
| Service croate de l'emploi                                                  | Recherche d'Emploi, Assurance chômage, orientation professionnelle et formation |
| Institut croate de normalisation                                            | Organisme national de normalisation ; promeut la sécurité, la qualité et l'interopérabilité des produits, des services et des processus. |
| Institut croate d'assurance retraite                                        | Fonds d'assurance retraite |
| Institut hydrographique de la république de Croatie                         | Sécurité de la navigation et développement de l'économie maritime |
| Centre croate de lutte contre les mines                                     | Études et planification du déminage, nettoyage des zones déminées, marquage des champs de mines en Croatie (en), assurance qualité, recherche et développement en matière de déminage et assistance aux victimes de mines                   |
| Agence d'accréditation croate                                               | Accréditation des inspecteurs pour le respect des normes européennes et internationales |
| Réseau universitaire et de recherche croate (CARNet)                        | Gérer les services Internet, promouvoir le développement en ligne et éduquer |
| Agence croate de surveillance des services financiers (HANFA)               | Maintien de la stabilité du système financier et contrôle de la légalité des transactions commerciales |
| Agence croate pour les petites entreprises (HAMAG)                          | Développe l'économie de la Croatie par le biais de l'esprit d'entreprise, soutient les petites et moyennes entreprises, garantit les prêts aux entreprises, forme et développe un service de conseil pour les petites entreprises           |
| Fonds d'indemnisation des biens expropriés                                  | Indemnisation pour les biens saisis sous le régime communiste |
| Agence financière (FINA)                                                    | Services financiers, administratifs et techniques |
| Agence nationale pour l'assurance des dépôts et le redressement des banques | Assurance des dépôts bancaires |
| Centre des droits de l'homme                                                | Organise des événements publics liés aux droits de l'homme, des programmes d'éducation et de volontariat et la mise en œuvre de projets dans le domaine des droits de l'homme                                                               |
| Agence croate de la concurrence                                             | Antitrust et contrôle des fusions ; contrôle de la concurrence en matière d'aides à l'agriculture et à la pêche |
| Agence de protection des données personnelles                               | Supervise la protection des données à caractère personnel, rend compte de l'état de la protection des données à caractère personnel enregistré dans le pays et à l'étranger, et tient un registre central des données à caractère personnel |
| Agence pour les transactions et la médiation immobilières                   | Supervise l'achat et le commerce de biens immobiliers en Croatie, sauf lorsque la législation définit l'autorité d'un autre organisme ; subventionne le développement immobilier                                                            |
| Bureau d'audit de l'État                                                    | Institution basée sur la Constitution croate qui réalise des audits financiers de l'État et des gouvernements locaux (et d'autres entités détenues majoritairement par le gouvernement).                                                    |

### Activités
Les réunions du gouvernement sont généralement publiques. Il peut fermer une partie de ses sessions (ou l'ensemble de ses sessions) au public. Le Premier ministre peut autoriser n'importe quel député à le représenter et à prendre en charge toute tâche particulière qui lui a été confiée. Le quorum pour les sessions du gouvernement est la majorité des membres du gouvernement. La plupart des décisions sont prises à la majorité simple ; un vote à la majorité des deux tiers est nécessaire pour les décisions concernant les modifications de la Constitution croate, l'union avec d'autres États ou le transfert d'une partie de la souveraineté croate à des organisations supranationales, les modifications des frontières croates, la dissolution du Parlmeent ou l'organisation d'un référendum.
Le cabinet restreint (le Premier ministre et ses adjoints) surveille et discute le fonctionnement du gouvernement et peut tenir des discussions préliminaires sur toute question relevant du gouvernement. Le cabinet restreint peut faire office de gouvernement en cas d'urgence, lorsque le gouvernement n'est pas en mesure de se réunir. Ses décisions doivent être vérifiées lors de la prochaine session du gouvernement pour rester en vigueur. Le Chef de cabinet coordonne les agences, les bureaux et les autres services subordonnés au gouvernement.

## Cabinet actuel
| Portefeuille                                                                             | Titulaire | Titulaire             | Parti |
| ---------------------------------------------------------------------------------------- | --------- | --------------------- | ----- |
| Premier ministre                                                                         |           | Andrej Plenković      | HDZ   |
| Vice-Premier ministre Ministre des Anciens combattants                                   |           | Tomo Medved           | HDZ   |
| Vice-Premier ministre Ministre de l'Intérieur                                            |           | Davor Božinović       | HDZ   |
| Vice-Premier ministre Ministre des Finances                                              |           | Zdravko Marić         | Sans  |
| Vice-Premier ministre Délégué aux Affaires sociales, aux Droits des minorités et humains |           | Anja Šimpraga         | SDSS  |
| Ministre des Affaires étrangères et européennes                                          |           | Gordan Grlic Radman   | HDZ   |
| Ministre de la Défense                                                                   |           | Mario Banožić         | HDZ   |
| Ministre de la Justice et de l'Administration publique                                   |           | Ivan Malenica         | HDZ   |
| Ministre de l'Aménagement du territoire, des Travaux publics et des Propriétés de l'État |           | Branko Bačić          | HDZ   |
| Ministère du Travail, des Retraites, de la Famille et de la Politique sociale            |           | Marin Piletić         | HDZ   |
| Ministre de la Culture et des Médias                                                     |           | Nina Obuljen Koržinek | Sans  |
| Ministre du Tourisme et des Sports                                                       |           | Nikolina Brnjac       | HDZ   |
| Ministre de l'Agriculture                                                                |           | Marija Vučković       | HDZ   |
| Ministre de la Science et de l'Éducation                                                 |           | Radovan Fuchs         | HDZ   |
| Ministre des Affaires maritimes, des Transports et des Infrastructures                   |           | Oleg Butković         | HDZ   |
| Ministre de l'Économie et du Développement durable                                       |           | Davor Filipović       | HDZ   |
| Ministre du Développement régional et des Fonds communautaires                           |           | Šime Erlić            | HDZ   |
| Ministre de la Santé                                                                     |           | Vili Beroš            | HDZ   |

## Histoire

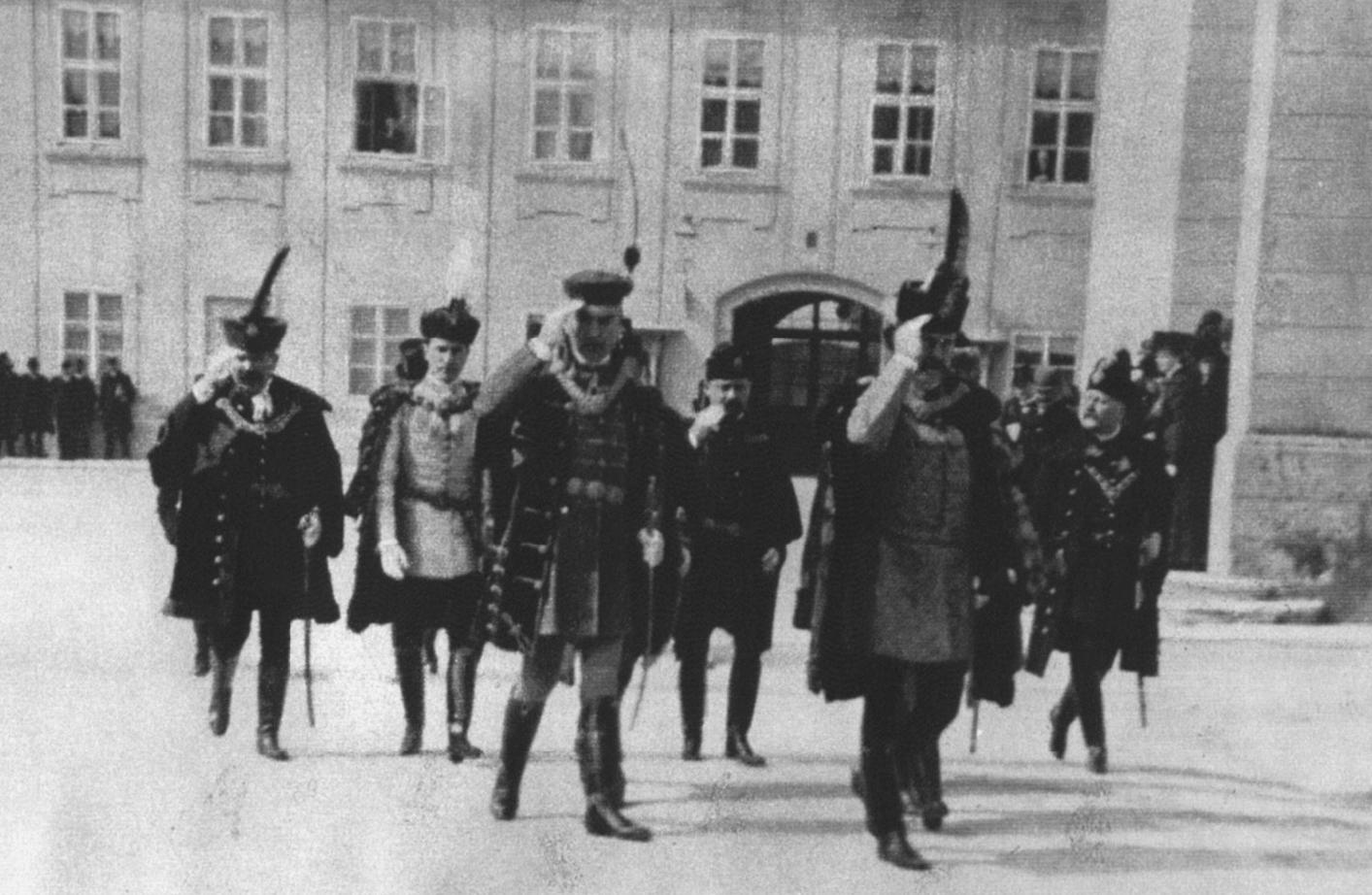
Le Ban Pavao Rauch sur la place Saint-Marc de Zagreb, avec le Banski dvori en arrière-plan

L'éphémère Conseil royal croate (1767-1779), nommé par la reine Marie-Thérèse, était une autorité centrale chargée d'administrer les questions économiques, politiques et militaires dans le Royaume de Croatie. Le Conseil du Ban de Croatie (croate : Bansko vijeće) de 1848-1850 est le premier conseil exécutif établi en Croatie. Il agissait en tant qu'organe administratif gouvernant la Croatie (et la Slavonie) au sein de l'Empire autrichien en tant que gouvernement, remplacé plus tard par le gouvernement du Ban (1850-1854), la Lieutenance royale pour la Croatie et la Slavonie (1854-1861), et le Conseil de la Lieutenance royale (1861-1868) à Zagreb (avec la Chancellerie royale croato-slavono-dalmate à Vienne, 1862-1868).
À la suite du compromis austro-hongrois de 1867 et du compromis croato-hongrois de 1868, le Royaume de Croatie-Slavonie est créé, ainsi que le gouvernement du pays, officiellement le gouvernement royal croato-slavono-dalmate (croate : Zemaljska vlada ou Kraljevska hrvatsko-slavonsko-dalmatinska zemaljska vlada) dirigé par un ban nommé par la couronne. L'établissement a lieu sous l'administration du ban Levin Rauch,. Cette forme de gouvernement a perduré jusqu'à l'éclatement de l'Autriche-Hongrie et la création du Royaume des Serbes, Croates et Slovènes en 1918. Au total, 15 Bans ont été à la tête du gouvernement pendant cette période. Le gouvernement royal croato-slavono-dalmate n'était pas un gouvernement parlementaire car ses ministres et son chef (ban), n'étaient pas nommés ou confirmés par le Parlement croate (Sabor), mais par le gouvernement hongro-croate à Budapest.
Au sein du royaume de Yougoslavie, l'Accord Cvetković–Maček est conclu en 1939 ; il établit la Banovine de Croatie et Ivan Šubašić est nommé ban à la tête du gouvernement croate (gouvernement du Ban, croate : Banska vlast). Néanmoins, un gouvernement efficace n'a pas été formé avant le début de la Seconde Guerre mondiale.

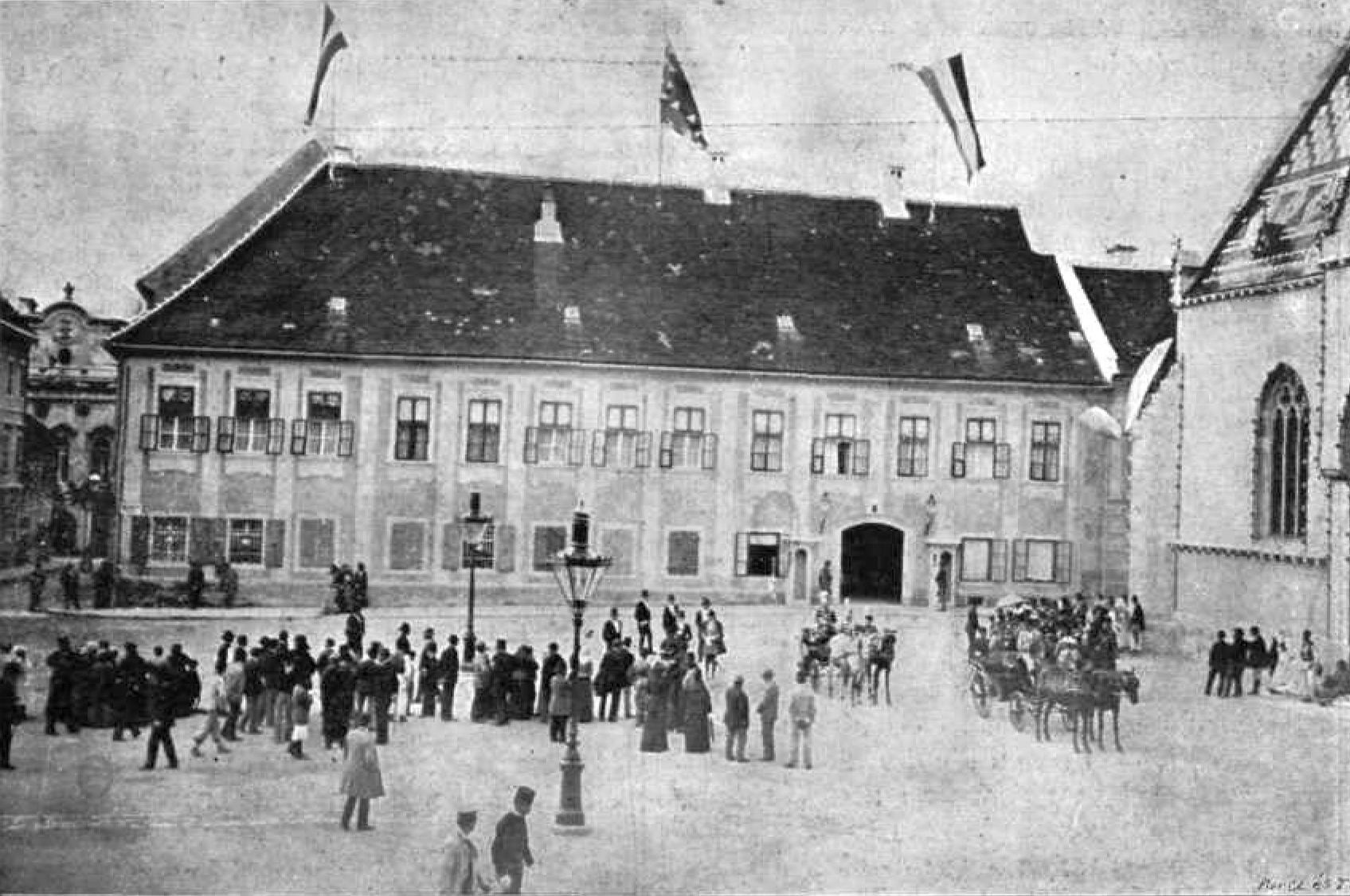
Banski dvori lors de la visite de l'empereur François-Joseph Ier en 1895.

En juin 1943, le Conseil national antifasciste pour la libération nationale de la Croatie (en) (ZAVNOH) établit un conseil exécutif de 11 membres pour agir en tant que nouveau gouvernement de la Croatie. Le premier gouvernement populaire de l'État fédéral de Croatie (dirigé par Vladimir Bakarić (en)) est fondé lors de la session extraordinaire de la présidence du Conseil national antifasciste pour la libération nationale de la Croatie (en) (ZAVNOH), qui se tient le 14 avril 1945 à Split.
À partir de 1963, la république populaire de Croatie, qui faisait partie de la Yougoslavie, conserve son propre  gouvernement (aux pouvoirs limités, à l'exception de la défense et des relations extérieures). Le gouvernement est nommé par le Sabor et est responsable devant lui. Pendant l'ère communiste, la Croatie connaît 14 gouvernements. De 1953 à 1990, le nom officiel du gouvernement était le Conseil exécutif du Sabor (croate : Izvršno vijeće Sabora).
À la suite des élections parlementaires et de l'adoption de l'actuelle Constitution de la Croatie en 1990, la forme actuelle de gouvernement est mise en place. Le 30 mai 1990, Stjepan Mesić est devenu la première personne à porter le titre de Premier ministre de Croatie, et Franjo Gregurić est le premier Premier ministre d'une Croatie indépendante, puisqu'il occupe ce poste le 8 octobre 1991 lorsque la déclaration d'indépendance entre en vigueur,.

### Liste des gouvernements de Croatie
Depuis le 30 mai 1990 (les premières élections parlementaires multipartites organisées après 45 ans de régime communiste), la république de Croatie a eu au total quatorze gouvernements dirigés par douze Premiers ministres différents. Le Premier ministre du premier gouvernement après la première élection multipartite est Stjepan Mesić, qui deviendra plus tard le Président de la Croatie. Ce gouvernement est formé par l'Union démocratique croate (HDZ), comme sept autres gouvernements de Croatie. Trois gouvernements ont été formés par le Parti social-démocrate de Croatie (SDP), et un était un gouvernement d'unité nationale (représentant une large coalition de partis politiques) formé au plus fort de la Guerre d'indépendance croate, entre juillet 1991 et août 1992, avec Franjo Gregurić comme Premier ministre.
- Premier gouvernement de Croatie (Stjepan Mesić), 30 mai 1990 - 24 août 1990
- Deuxième gouvernement de Croatie (Josip Manolić), 24 août 1990 - 17 juillet 1991
- Troisième gouvernement de Croatie (Franjo Gregurić), 17 juillet 1991 - 12 août 1992
- Quatrième gouvernement de Croatie (Hrvoje Šarinić), 12 août 1992 - 3 avril 1993
- Cinquième gouvernement de Croatie (Nikica Valentić), 3 avril 1993 - 7 novembre 1995
- Sixième gouvernement de Croatie (Zlatko Mateša), 7 novembre 1995 - 27 janvier 2000
- Septième gouvernement de Croatie (Ivica Račan), 27 janvier 2000 - 30 juillet 2002
- Huitième gouvernement de Croatie (Ivica Račan), 30 juillet 2002 - 23 décembre 2003
- Neuvième gouvernement de Croatie (Ivo Sanader), 23 décembre 2003 - 12 janvier 2008
- Dixième gouvernement de Croatie (Ivo Sanader), 12 janvier 2008 - 6 juillet 2009
- Onzième gouvernement de Croatie (Jadranka Kosor), 6 juillet 2009 - 23 décembre 2011
- Douzième gouvernement de Croatie (Zoran Milanović), 23 décembre 2011 - 22 janvier 2016
- Treizième gouvernement de Croatie (Tihomir Orešković), 22 janvier - 19 octobre 2016
- Quatorzième gouvernement de Croatie (Andrej Plenković), 19 octobre 2016 - 22 juillet 2020
- Quinzième gouvernement de Croatie (Andrej Plenković), depuis le 22 juillet 2020

Sources : Gouvernement croate ; HIDRA.

### Sources
- (en) « Previous gouvernement », sur vlada.hr, Gouvernement de Croatie, 2007 (consulté le 11 avril 2008)